# Тецьке
Те́цьке —  село в Україні, у Чмирівській сільській громаді Старобільського району Луганської області. Населення становить 166 осіб.